# Watergate-Gebäudekomplex

Charakteristische Architektur des Watergate-Komplexes

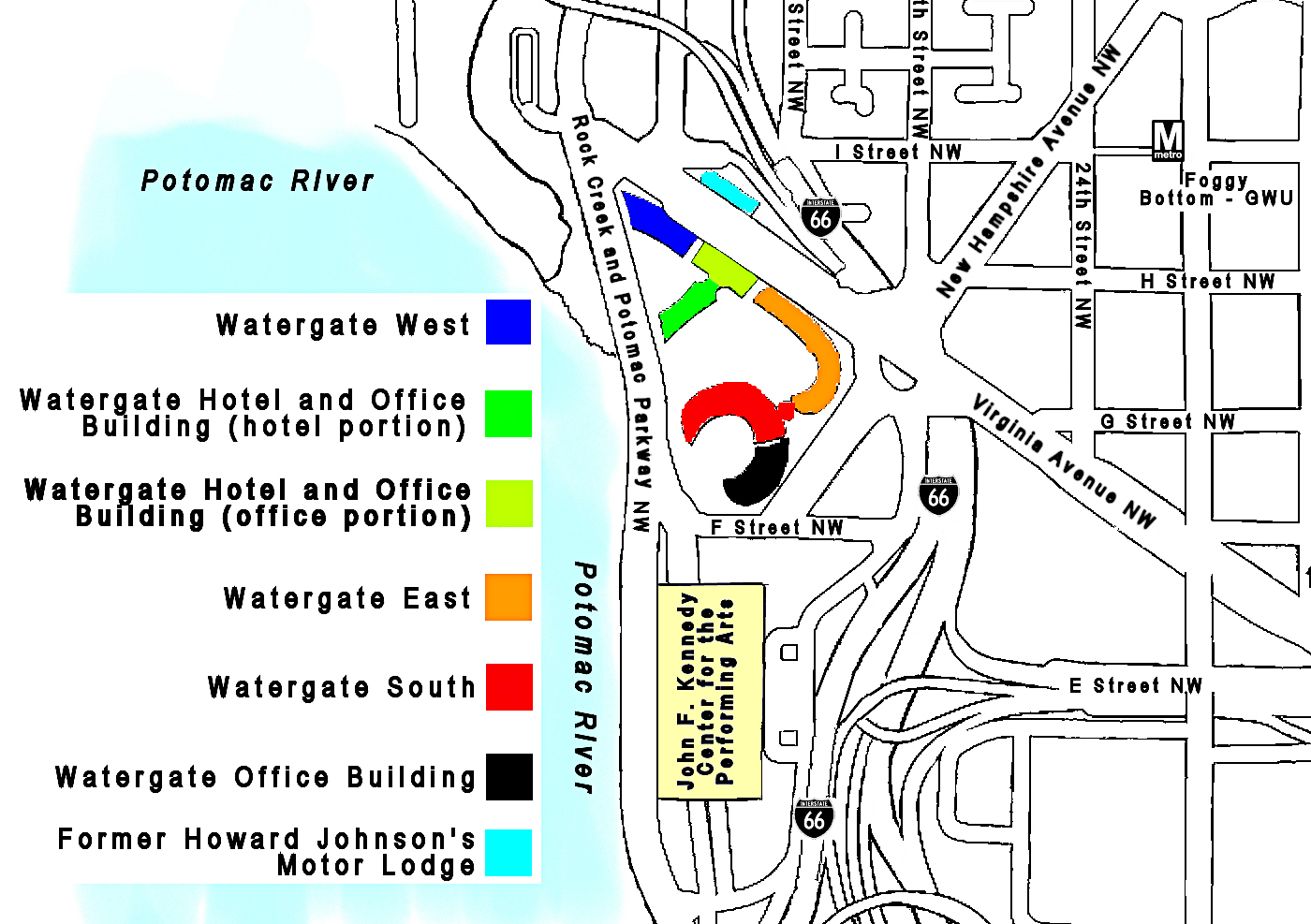
Namen der Gebäudeteile.

Der Watergate-Gebäudekomplex (englisch Watergate complex) ist ein Büro-Hotel-Komplex im Nordwesten von Washington, D.C. in den Vereinigten Staaten – im Stadtteil Foggy Bottom. Er wurde ab 1967 erbaut und ist insbesondere als Schauplatz der Watergate-Affäre bekannt, die den Rücktritt des damaligen Präsidenten Richard Nixon zur Folge hatte. 
Der Gebäudekomplex besteht aus einem Hotel, zwei Bürogebäuden, drei Appartement-Gebäuden und einem Einkaufszentrum.

## Geschichte
Der Watergate-Gebäudekomplex wurde von dem italienischen Unternehmen Società Generale Immobiliare erbaut. Das Unternehmen hatte die 4 Hektar Baufläche für 10 Millionen US-Dollar erworben. Der Komplex wurde von dem italienischen Architekten Luigi Moretti entworfen.
Der Bau der Anlage dauerte mehrere Jahre. Das Watergate Hotel mit einer Reihe von Wellness-Angeboten wurde als eines der ersten Gebäude 1967 eröffnet. Im Oktober 1972 waren die sechs Hauptgebäude des Watergate Komplexes komplett.
Der Gebäudekomplex erlangte internationale Bekanntheit, nachdem am 17. Juni 1972 fünf Männer verhaftet wurden, weil sie in das im Watergate befindliche Hauptquartier des Democratic National Committee (die nationale Organisation der Demokratischen Partei der USA) eingebrochen waren und Dokumente gestohlen hatten. Dies war der Beginn der Aufklärung der nach dem Gebäudekomplex benannten Watergate-Affäre.
Am 12. Oktober 2005 wurde der Watergate-Gebäudekomplex als Baudenkmal zum National Register of Historic Places hinzugefügt.
Das Watergate-Hotel wurde am 21. Juli 2009 zwangsversteigert. Es gab keine Bieter. Neuer Eigentümer wurde daher PB Capital, ein Tochterunternehmen der Postbank AG, welches das Gros der Hypothek von 25 Mio. US-Dollar hielt. Nach einer Reihe weiterer Verkäufe und mehreren Renovierungen wurde das Hotel 2016 nach neun Jahren Schließdauer wieder eröffnet. Auch der Büroteil der Anlage wurde mehrfach verkauft und renoviert.